# Cadbury
Cadbury — британская компания по производству кондитерских изделий с центральным офисом в Лондоне (район Аксбридж, Хиллингдон).
Компания является одним из мировых лидеров по производству кондитерских изделий.

## История
Основатели — квакерская семья Кэдбери.
Ранее компания называлась Cadbury Schweppes, до того, как она отделила свой мировой бизнес по производству кондитерских изделий от американского подразделения по производству напитков в мае 2008 года. Последнее было переименовано в «Dr. Pepper Snapple Group Inc.»

## Собственники и руководство
Акции компании котируются на Лондонской фондовой бирже и входят в базу расчёта фондового индекса FTSE 100 (почти 100 % акций находятся в свободном обращении). На январь 2010 года крупнейшие владельцы — Credit Suisse Group (7,38 %), Legal & General Group (5,11 %).
В январе 2010 года было объявлено о том, что совет директоров Cadbury принял предложение американской компании «Kraft Foods» о покупке британской компании за 11,9 млрд фунтов (19,7 млрд $).
Председатель совета директоров — Роджер Карр, Генеральный директор — Тодд Стицер

## Деятельность
Cadbury производит кондитерские изделия (в частности шоколад) и жевательную резинку.
Показатели деятельности за 2007—2008 года: общая численность персонала — 71,7 тыс. сотрудников; выручка 7,971 миллионов фунтов стерлингов, чистый доход — 407 миллионов фунтов стерлингов.

### Бренды
Некоторые бренды компании: Cadbury, Dirol, Tempo, Malabar, Picnic, Stimorol, Wispa, Halls, Compliment, Fruit & Nut, Whole Nut, Love Is…, Cadbury Dairy Milk, Chicklets, Bubbaloo, Cadbury Creme Egg, Clorets, Dentyne, Eclairs, Flake, Green & Black's, Hollywood, The Natural Confectionery Company, Trident.

### Великобритания
Компания Cadbury UK владеет марками Trebor Bassett, Fry’s, Maynard’s и Halls. Кондитерский бизнес в Соединённом Королевстве известен как «Кэдбери Требор Бассет» (Cadbury Trebor Bassett), которой принадлежит, по состоянию на август 2004 года, восемь фабрик и 3 тыс. персонала. В октябре 2007 года компания Cadbury объявила о закрытии шоколадной фабрики в Кейнсхэме, которая ранее являлась частью Fry’s. Это изменение затронуло от 500 до 700 рабочих мест. Производство переведено на другие заводы в Англии и Польше.
В Бирмингеме расположен музей-развлекательный центр «Мир Кэдбери».

### США
Компания Cadbury в Соединённых Штатах представлена подразделением Cadbury Adams, которое производит жевательную резинку и леденцы, но не шоколад. В 1978 году компания Cadbury объединилась с компанией Peter Paul. Десятью годами позже компания «Хёршиз» (Hershey’s) приобрела шоколадный бизнес у Cadbury. В связи с этим, несмотря на то, что шоколадная продукция группы Cadbury продаётся в США с 1988 года под торговым знаком Cadbury, сам шоколад производится компанией Hershey’s, и его можно найти в одноимённых шоколадных магазинах.
До разделения, которое произошло в мае 2008 года, североамериканское подразделение также включало предприятие по производству напитков «Кэдбери Швеппс Америкас Бевереджиз» (Cadbury Schweppes Americas Beverages). В 1982 году компания Cadbury Schweppes приобрела компанию «Даффи-Мотт Кампани» (Duffy-Mott Company).

### Cadbury в России
В России компания Кэдбери Россия и СНГ (ООО «Дирол Кэдбери») владела фабриками по производству шоколада в Чудово и по производству жевательной резинки в Великом Новгороде. Основные торговые марки: Dirol, Stimorol, Malabar, Picnic, Cadbury, Halls.
Внук основателя компании Лоуренс Кэдбери был главой британской экономической миссии, которая прибыла в СССР 27 июня 1941 года вместе с послом Великобритании Стаффордом Криппсом.
В 2010 году в связи с поглощением компании Cadbury российскому подразделению Kraft Foods достались шоколадная фабрика Cadbury в городе Чудово и завод по производству жевательной резинки Dirol в Великом Новгороде.